# ヒンクリー・ヴァオヴァサ
ヒンクリー・ヴァオヴァサ（Hinckley Vaovasa、1998年9月24日 - ）は、スーペルリーガ、CSディナモ・ブクレシュティに所属するラグビーユニオン選手。

## プロフィール
- ニュージーランド・ウェリントン出身[1]。
- ポジションはスクラムハーフ(SH)。
- 身長 176cm、体重 73kg
- ルーマニア代表キャップは26（2024年12月現在）でラグビーワールドカップ2023のルーマニア代表に選ばれた[2]。

## 略歴
CSMブカレスト、SCMラグビー・ティミショアラ、CSAステアウア・ブクレシュティを経て、2023年、CSディナモ・ブクレシュティに加入。